# Edmund Potrzebowski
Edmund Czesław Potrzebowski (ur. 16 czerwca 1926 w Chorzowie, zm. 22 maja 2012 w Vancouver) – polski lekkoatleta, średniodystansowiec i trener lekkoatletyczny, mistrz i rekordzista Polski, olimpijczyk.

## Kariera zawodnicza
Startował na igrzyskach olimpijskich w 1952 w Helsinkach, gdzie odpadł w półfinale biegu na 800 metrów oraz w eliminacjach biegu na 1500 metrów. Podobnie na mistrzostwach Europy w 1954 w Bernie odpadł w półfinale na 800 metrów i w eliminacjach na 1500 metrów.
Trzykrotnie startował w akademickich mistrzostwach świata (UIE). W 1951 w Berlinie zajął 7. miejsce na 800 m oraz odpadł w przedbiegach na 1500 m. W Bukareszcie w 1953 zdobył brązowy medal na 800 m i zajął 7. miejsce na 1500 m. Największy sukces odniósł w Budapeszcie w 1954, gdzie zdobył złoty medal na 1500 m i srebrny na 800 m.
Był czterokrotnym mistrzem Polski: na 800 m w 1953 i 1954 oraz na 1500 m w 1950 i  1952. Poza tym pięciokrotnie był wicemistrzem, a raz brązowym medalistą. Zdobył również mistrzostwo Polski w hali na 800 m w 1954 i w biegu na 3000 metrów w 1950 oraz wicemistrzostwo na 3000 m w 1951.
Siedem razy ustanawiał rekordy Polski: po dwa razy na 800 m, 1000 m i na 1500 m i raz w sztafecie klubowej 3 × 1000 m.
W latach 1949–1953 czternaście razy startował w meczach reprezentacji Polski, odnosząc jedno zwycięstwo indywidualne.
Na początku 1952 otrzymał tytuł mistrza sportu.

### Rekordy życiowe[5]
| Konkurencja         | Data i miejsce              | Wynik  |
| ------------------- | --------------------------- | ------ |
| bieg na 800 metrów  | 20 czerwca 1954, Warszawa   | 1:50,7 |
| bieg na 1000 metrów | 9 października 1955, Drezno | 2:24,8 |
| bieg na 1500 metrów | 19 czerwca 1954, Warszawa   | 3:48,4 |

Był zawodnikiem AZS Szczecin (1949-1957).

## Osiągnięcia trenerskie
Ukończył Wyższą Szkołę Ekonomiczną w Poznaniu (wydział zamiejscowy w Szczecinie) w 1951 i AWF w Warszawie w 1964.
Pracował jako trener na Kubie i w Meksyku.